# José María Larrauri Lafuente
José María Larrauri Lafuente (* 4. März 1918 in Vitoria-Gasteiz, Baskenland, Spanien; † 9. Dezember 2008 ebenda) war römisch-katholischer Bischof von Vitoria mit Sitz in Vitoria-Gasteiz.

## Leben
José María Larrauri Lafuente war zunächst drei Jahre lang Bankangestellter und hörte Vorlesungen über Zivilrecht. 1942 trat er in das Priesterseminar ein und studierte Katholischen Theologie und Philosophie. Er empfing am 29. Juni 1948 die Priesterweihe und war als Seelsorger aktiv. Ab 1950 war er Sekretär von Arturo Tabera, Direktor des Sekretariats des Diözesanmissionwerkes, Vertreter der katholischen Jugend in der Diözese und Professor sowie Rektor des Priesterseminars.
Papst Paul VI. ernannte ihn 1970 zum Titularbischof von Aufinium und bestellte ihn zum Weihbischof im Erzbistum Pamplona. Die Bischofsweihe spendete ihm am 4. November 1970 der Erzbischof von Pamplona, Arturo Kardinal Tabera Araoz; Mitkonsekratoren waren Ireneo García Alonso, Bischof von Albacete, und Bischof José Delicado Baeza, Erzbischof von Valladolid. 
Von 1974 bis 1979 war er auf Vorschlag der spanischen Bischofskonferenz Direktor der Päpstlichen Missionswerke (Obras Misionales Pontificias OMP) in Spanien. 1979 wurde er von Papst Johannes Paul II. zum Bischof von Vitoria ernannt.
Seinem altersbedingten Rücktrittsgesuch wurde durch Johannes Paul II. 1995 stattgegeben.